# Thorvald Jørgensen

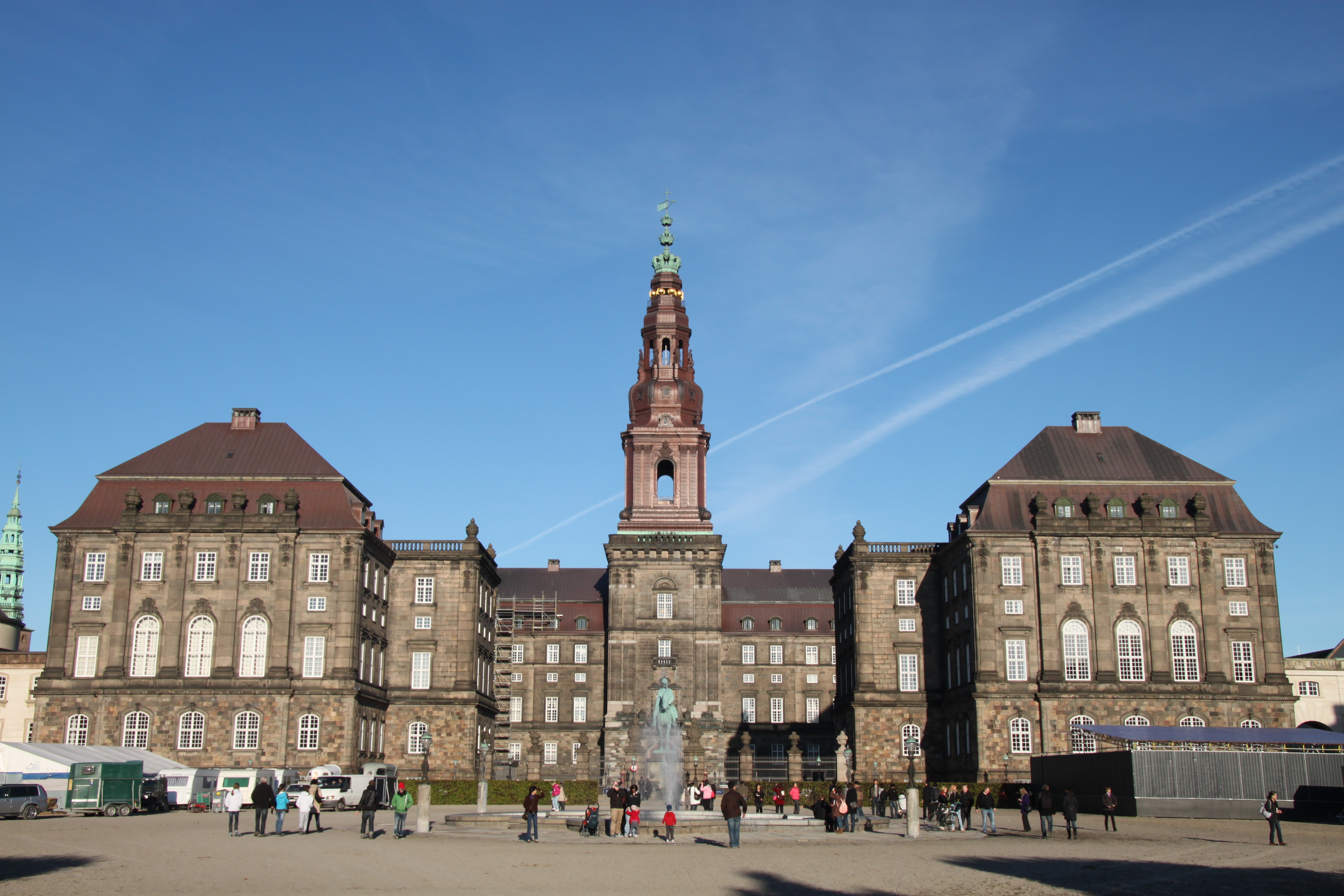
Palacio de Christiansborg en Copenhague, la obra más destacada de Thorvald Jørgen

Thorvald Jørgensen (27 de junio de 1867 - 15 de mayo de 1946) fue un arquitecto danés,  conocido sobre todo por su diseño del Palacio de Christiansborg, sede del Parlamento danés, tras su destrucción en un incendio. También diseñó varias iglesias en Copenhague. Fue Inspector Real de Edificación desde 1911 hasta 1938.

## Primeros años y educación
Thorval Jørgen nació en Norsminde, a las afueras de Aarhus (Dinamarca). En 1885 terminó su aprendizaje de carpintería en Aarhus y se trasladó a Copenhague, donde ingresó ese mismo año en la Real Academia Danesa de Bellas Artes, donde recibió clases de Hans Jørgen Holm, Martin Nyrop, Ferdinand Meldahl y Albert Jensen. Se graduó en 1889 y ganó la gran medalla de oro de la Academia en 1893 por Una iglesia con rectoría. Luego trabajó para Hans Jørgen Holm en el edificio de la institución Overformynderiet en Copenhague de 1892 a 1893. En 1892 recibió la beca de la Academia y, durante los años siguientes, viajó mucho por Europa, especialmente por Italia. 

## Carrera
Desde principios de siglo, diseñó varias iglesias en Copenhague y sus alrededores. Su diseño de la iglesia de Brorson le valió la Medalla Eckersberg.
En 1905 ganó el concurso para diseñar el nuevo Palacio de Christiansborg después de que el anterior Palacio de Christiansborg de Christian Frederik Hansen quedase destruido en un incendio. Las obras de construcción comenzaron al año siguiente, pero antes de que el edificio se terminara en 1928, tras un prolongado y difícil proceso político, el diseño había cambiado considerablemente con respecto a la propuesta original de Jørgensen. El proyecto fue muy criticado.
En 1911 fue nombrado Inspector Real de Edificios. El resto de sus trabajos incluyeron principalmente iglesias y edificios públicos, así como varias villas y casas de campo.

## Estilo
Con la influencia de sus profesores de la Academia, Holm y Nyrop, Jørgen pertenecía al grupo Herholdt-Holmske de arquitectos historicistas daneses, que se inspiraban en la arquitectura medieval danesa, en lugar de los seguidores de Ferdinand Meldahl, de tendencia más internacional.
Más tarde se dedicó al neobarroco (Palacio de Christiansborg) y al neoclasicismo (Ayuntamiento de Gentofte). La iglesia de Hellerup muestra influencia del Art Nouveau (Jugendstil).

## Edificios seleccionados
- Iglesia de Natanael, Amager, Copenhague (1900)
- Skt Annæ Hus, 16 Sankt Annæ Plads, Copenhague (1898)
- Iglesia de Brorson, Copenhague (1898-1901)
- Iglesia de Hellerup, Hellerup (1899-1900)
- Grenens Badehotel, Skagen (1899-1900, posteriormente quemado)
- 18 Kochsvej (villa), Frederiksberg, Copenhague (1900)
- 31 Viggo Rothes Vej (villa), Charlottenlund (1901)
- Casa comunitaria, iglesia de Santiago, Østerbro, Copenhague (1901-1902)
- Rectoría de Brønshøj, Brønshøj, Copenhague (1902)
- 16 Tuxens Allé (rediseño de la casa del pintor Laurits Tuxen, Skagen (1902)
- Iglesia de San Isaías, Malmøgade, Copenhague (1903-1912)
- Sala de espera del tranvía, Rådhuspladsen, Copenhague (1903, trasladado al 43 Stokholmsvej en Mørdrup pr. Espergærde, 1948)
- Mansión de Mogens Frijs (rediseño), en el número 1 de Ny Kongensgade, Copenhague (1903-04).
- Danske Sygeplejerskers Rekreationshjem, Smidstrup en Vedbæk (1904)
- Apoteca de Skagen, Skagen (1904)
- Iglesia Frihavns, Willemoesgade, Copenhague (1904–05)
- Rectoría, Iglesia Vanløse, Vabløse (1905)
- Jardín de la Biblioteca Real, Slotsholmen (1906, con Johannes Magdahl Nielsen)
- Palacio de Christiansborg, Slotsholmen, Copenhague (1906–28)
- Værnedamsvej/Gammel Kongevej (edificio residencial), Frederiksberg (1906)
- 2-4 Trianglen (edificio de viviendas), Østerbro, Copenhague (1906).
- 6 Bukkeballevej (casa de campo), Strandvejen, Rungsted (1907)
- Iglesia de Mariendal, Nitivej, Frederiksberg (1907–08)
- Villa Guldmaj, 10 Åkandevej, Skagen (1911)
- Museo Varde, Varde (1913-14)
- Talleres y garajes Post- og Telegrafvæsenet, 40-44 Amager Fælledvej, Amager, Copenhague (1919)
- Oficina de correos de Østerbros, 1 Øster Allé, Østerbro, Copenhague (1921–22)
- Capilla de Christiansborg (restauración), (1921 y 32)
- Edificio Post Giro (remodelación del edificio existente) 23 Holbergsgade, Copenhague (1923)
- Iglesia de Korsør (nueva aguja), Korsør (1924)
- Inspección de Impuestos sobre el Tabaco, Frederiksholms Kanal, Copenhague (1931)
- Ayuntamiento de Gentofte, 161 Bernstorffsvej, Charlottenlund (1934-1936)
- Ala norte del ayuntamiento de Gentofte, Charlottenlund (1942-1944, con Kai Rasmussen)
- Edificio Posst Giro, 123 Vester Voldgade, Copenhague (1938)
- Estación de bomberos de Gentofte, Gentofte (1938 con Kai Rasmussen)

## Galería

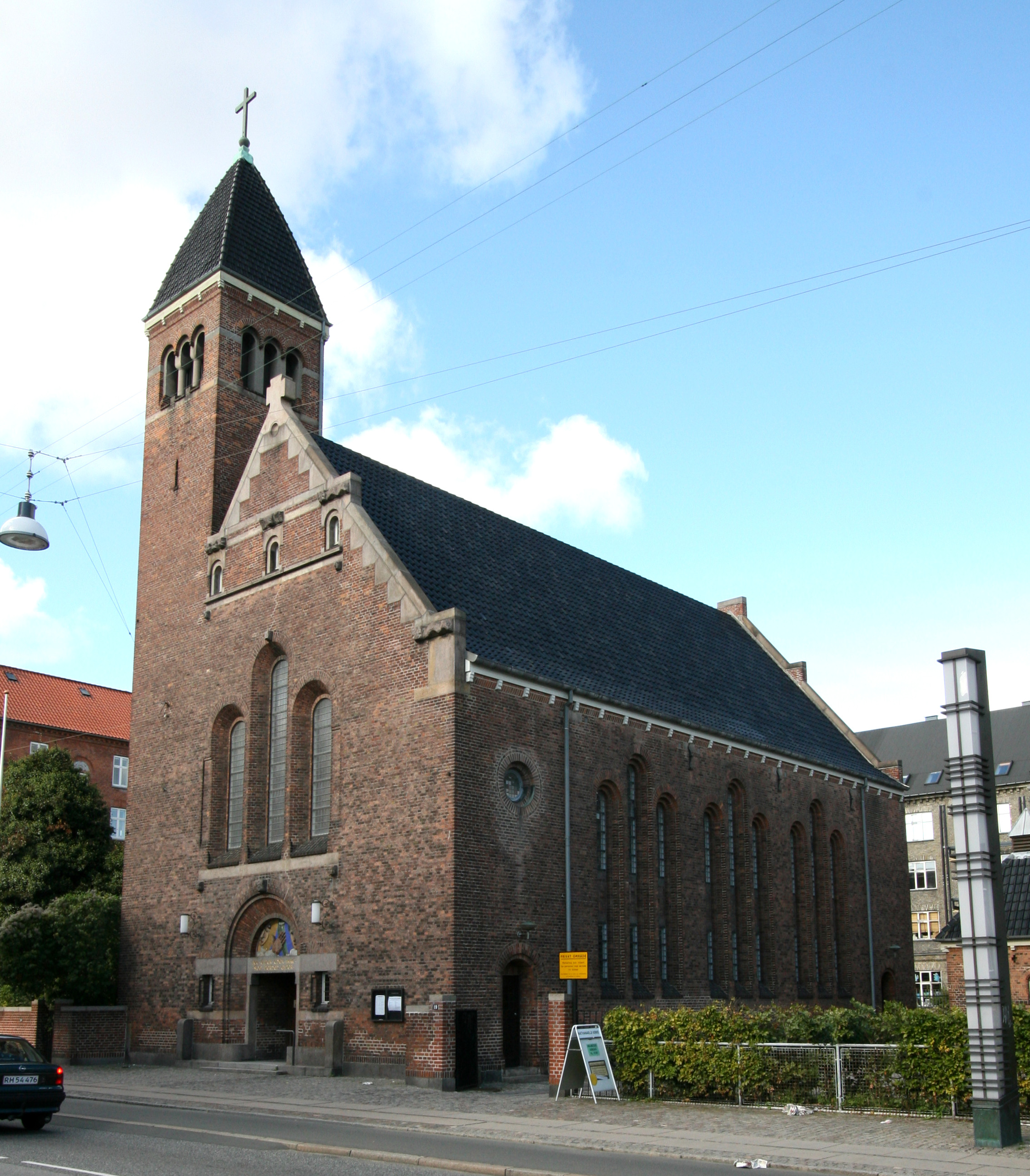
Iglesia de Natanael 1897 – 99
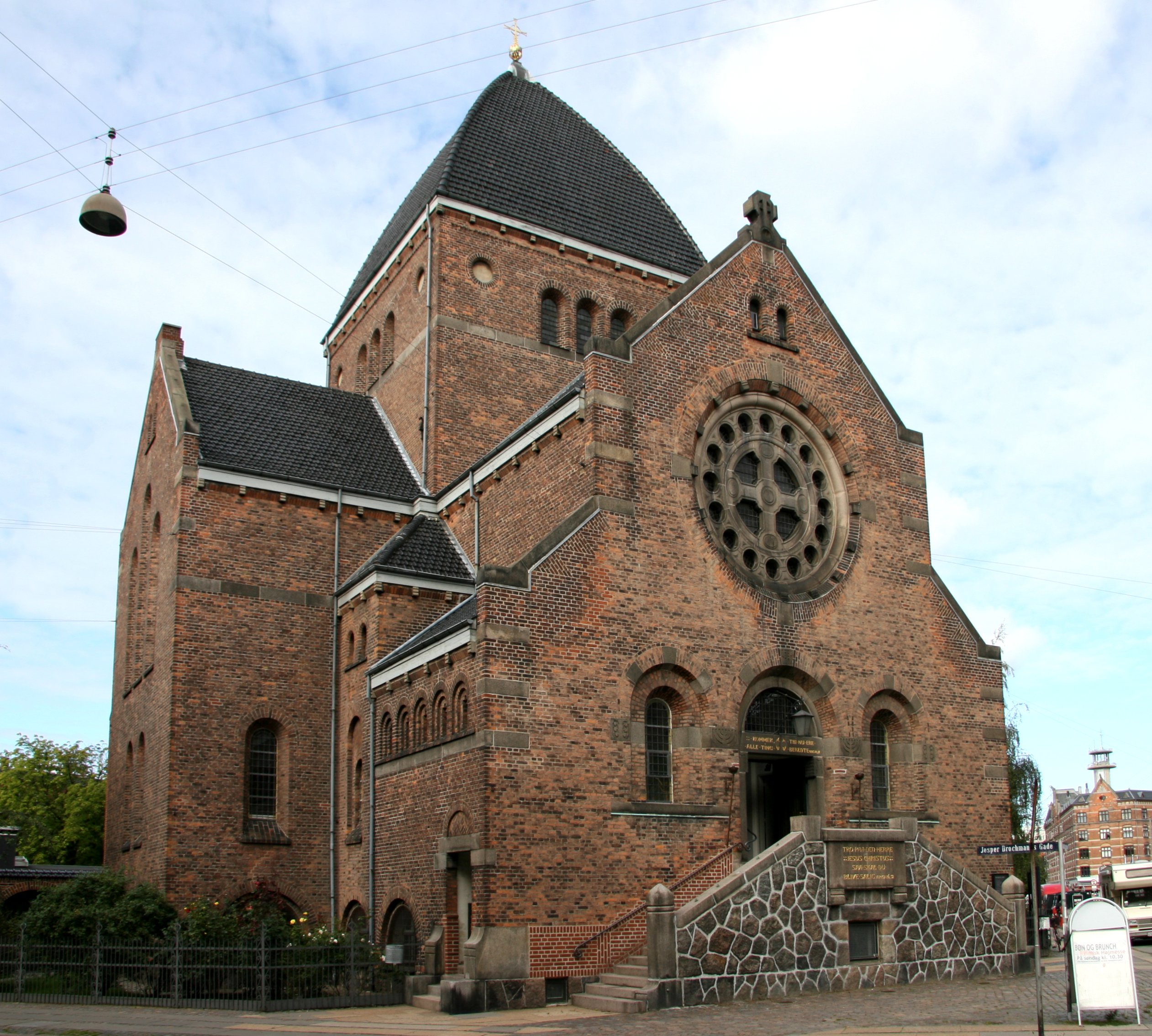
La iglesia de Brorson 1898 – 1901
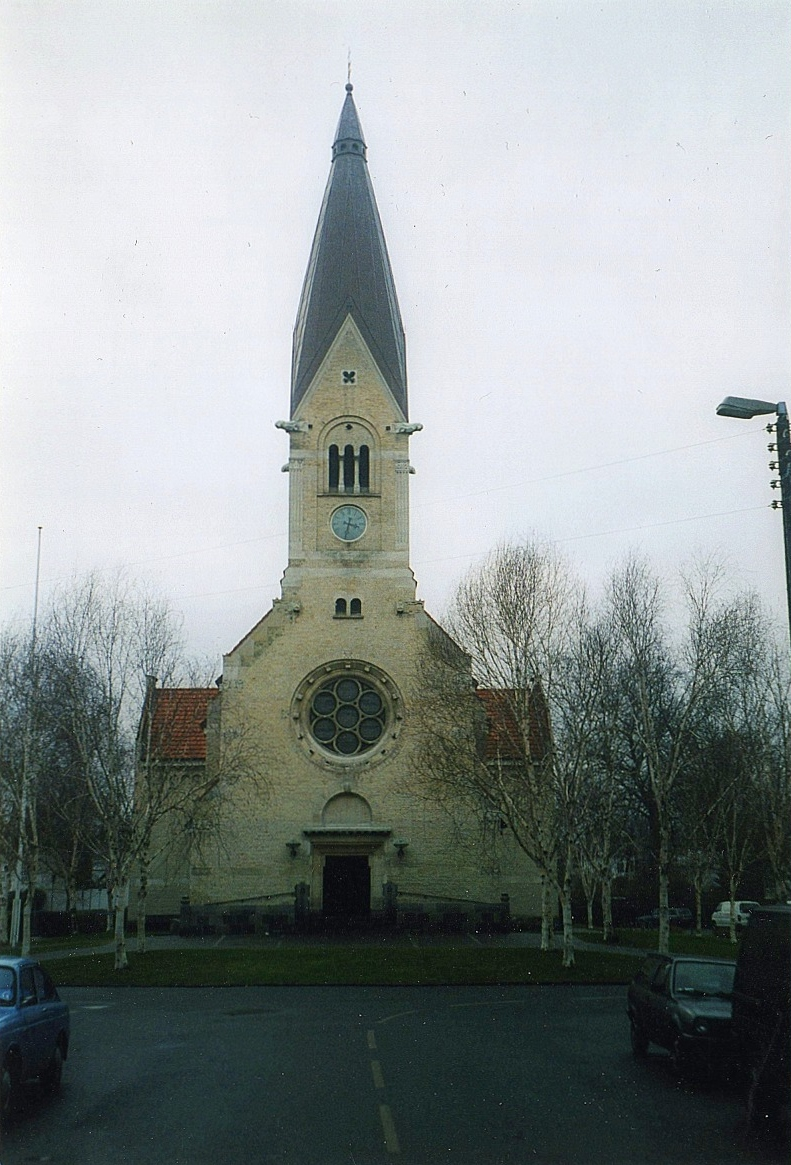
Iglesia de Hellerup 1899 – 1900
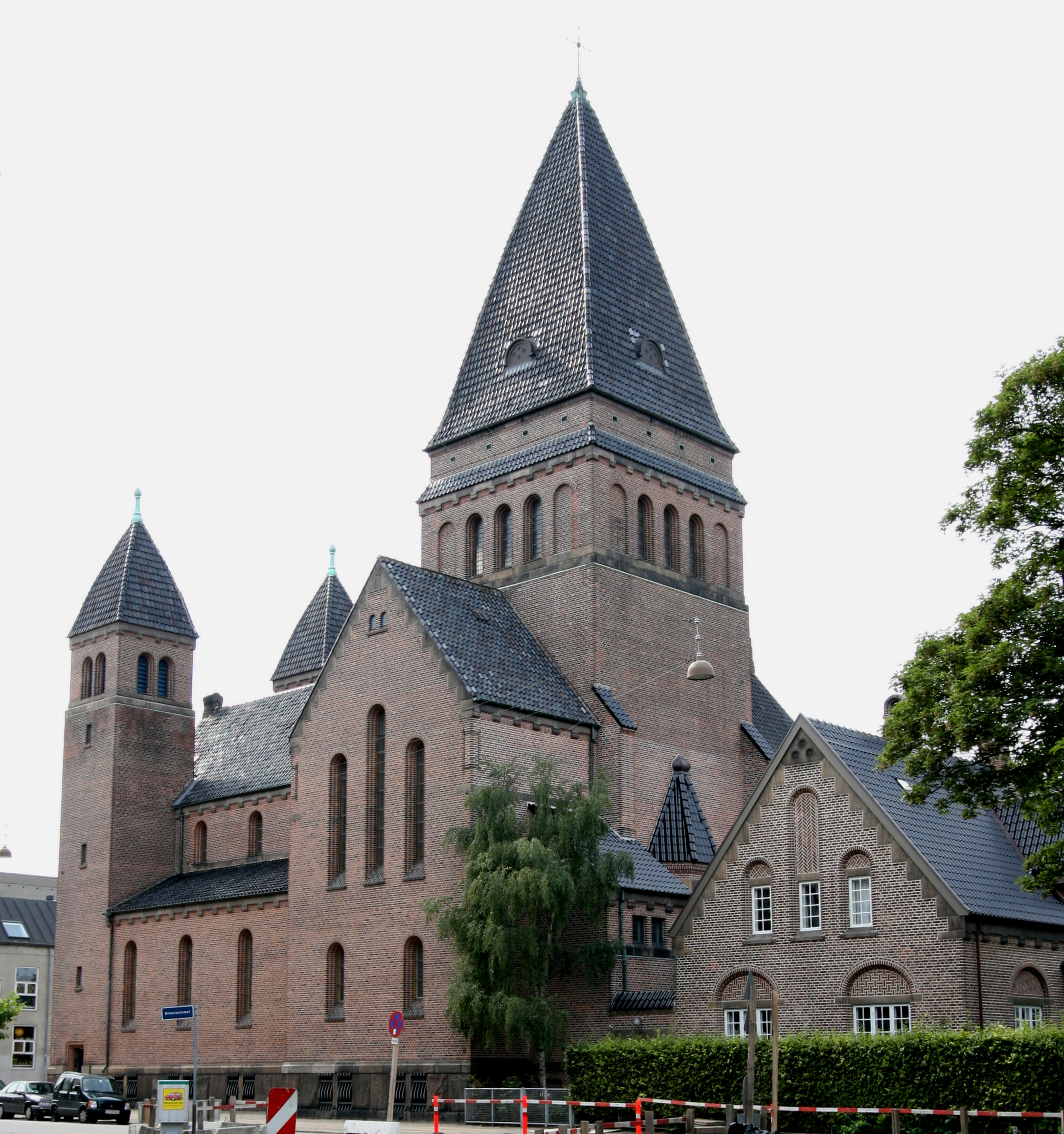
Iglesia de Isaías 1903 – 12
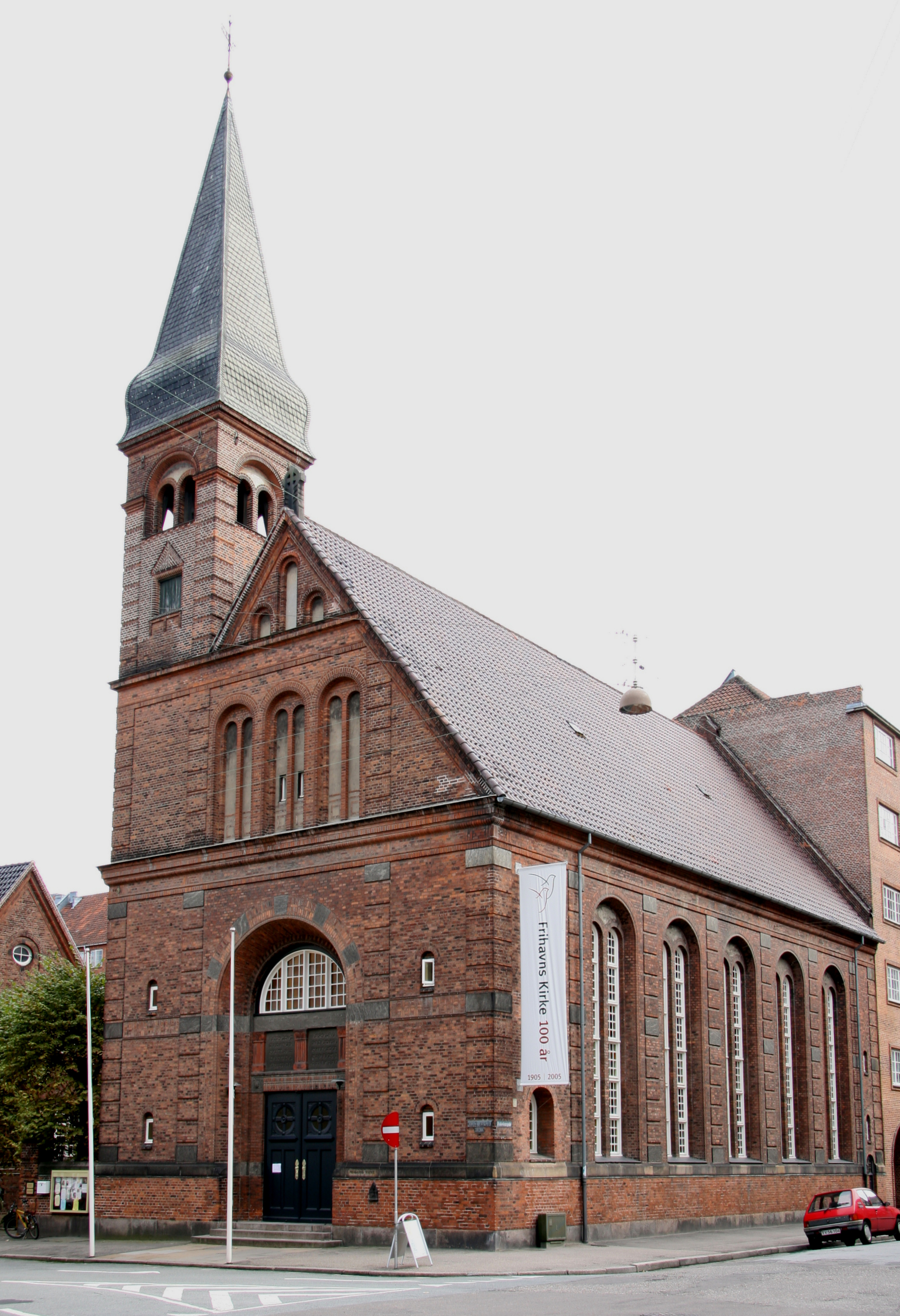
Iglesia de Frihavn 1904 – 05
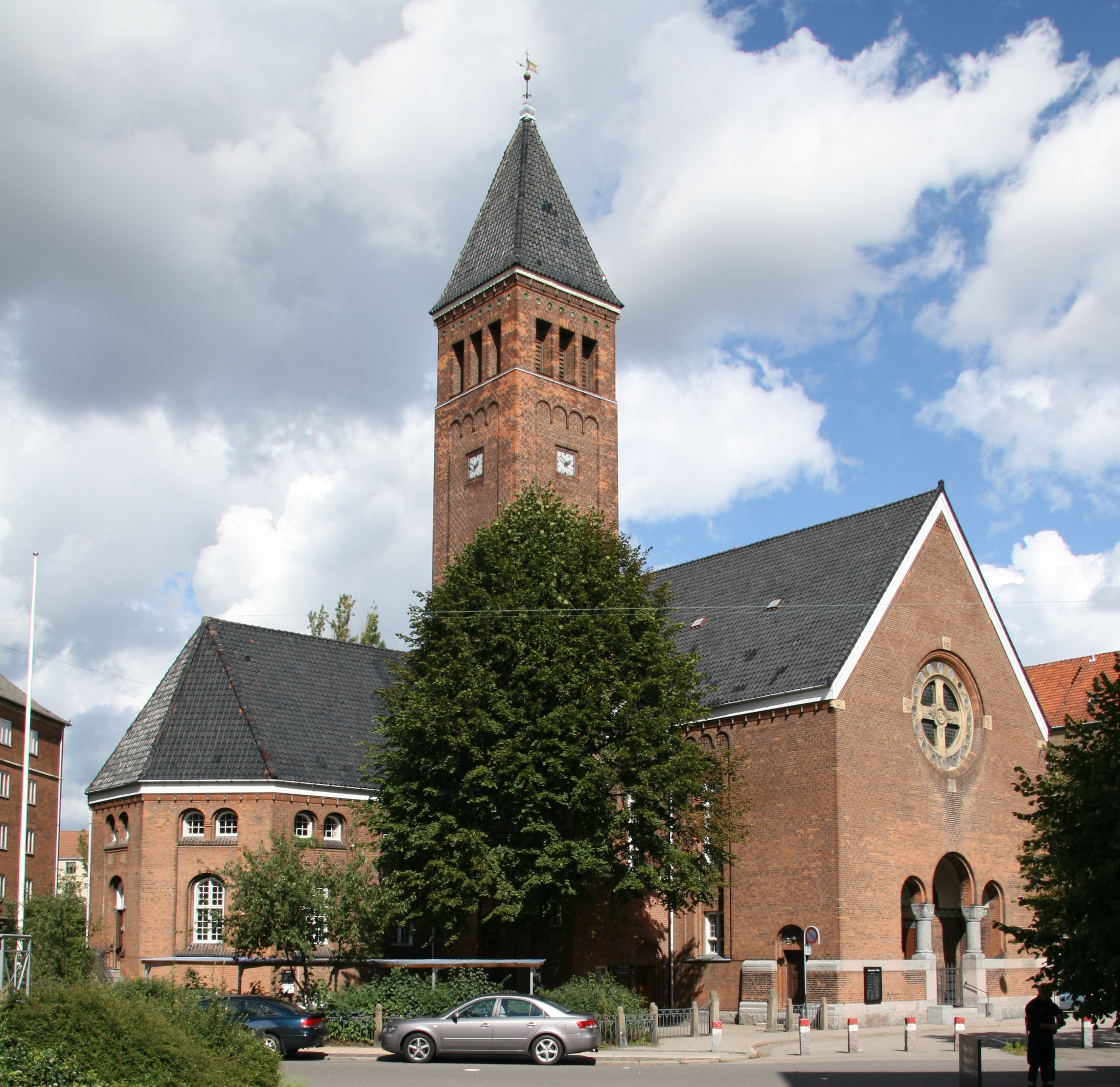
Iglesia de Mariendal 1907 – 08